# Sledgehammer Games

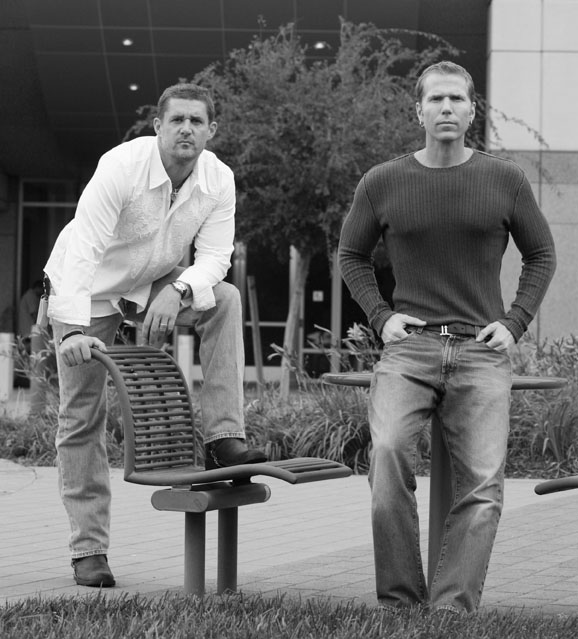
Sledgehammer Games grundare, på bild: Glen Schofield och Michael Condrey.

Sledgehammer Games är ett datorspelsföretag grundat 2009 av Glen Schofield och Michael Condrey. Företaget är känt för Call of Duty-spelen.

## Historia
Glen Schofield och Michael Condrey arbetade tidigare på EA 2005 med spelet James Bond 007: From Russia with Love och senare Dead Space.
Sledgehammer Games arbetade sex till åtta månader på ett Call of Duty-projekt 2009, arbetet lades ner när Activision föreslog att samarbeta med Infinity Ward att utveckla Call of Duty: Modern Warfare 3.
4 november 2014 släpptes företagets andra spel, Call of Duty: Advanced Warfare.
I februari 2018 meddelade Glen Schofield och Michael Condrey att de lämnar Sledgehammer Games men arbetar fortfarande för Activision.
I september 2019 öppnade företaget en ny studio i Melbourne, Australien.
I maj 2021 meddelade Sledgehammer Games att de har öppnat en ny studio i Toronto, Kanada. I augusti anställde företaget över 450 personer, över 150 av dem arbetar i Sledgehammer Games Melbourne och över 10 personer arbetar i Sledgehammer Games Toronto. I oktober samma år öppnade Sledgehammer Games en ny studio i Guildford, Storbritannien.

## Spel
| År   | Titel                            | Platrformar                                                      | Notis |
| ---- | -------------------------------- | ---------------------------------------------------------------- | --- |
| 2011 | Call of Duty: Modern Warfare 3   | Playstation 3, Xbox 360, Windows                                 | Utvecklades tillsammans med Infinity Ward, assisted by Raven Software, Treyarch och Neversoft                                                                 |
| 2014 | Call of Duty: Advanced Warfare   | Playstation 4, Xbox One, Windows                                 | Utvecklades tillsammans med Raven Software |
| 2017 | Call of Duty: WWII               | Playstation 4, Xbox One, Windows                                 | Utvecklades tillsammans med Raven Software |
| 2019 | Call of Duty: Modern Warfare     | Playstation 4, Xbox One, Windows                                 | Utvecklades tillsammans med Infinity Ward |
| 2020 | Call of Duty: Warzone            | Playstation 4, Xbox One, Windows                                 | Utvecklades tillsammans med Infinity Ward and Raven Software                                                                                                  |
| 2020 | Call of Duty: Black Ops Cold War | Playstation 4, Playstation 5, Xbox One, Xbox Series X/S, Windows | Utvecklades tillsammans med Treyarch and Raven Software |
| 2021 | Call of Duty: Vanguard           | Playstation 4, Playstation 5, Xbox One, Xbox Series X/S, Windows | Utvecklades tillsammans med Treyarch, High Moon Studios, Beenox, Raven Software, Activision Shanghai, Toys for Bob och Sumo Digital                           |
| 2022 | Call of Duty: Modern Warfare II  | Playstation 4, Playstation 5, Xbox One, Xbox Series X/S, Windows | Utvecklades tillsammans med Infinity Ward |
| 2022 | Call of Duty: Warzone 2.0        | Playstation 4, Playstation 5, Xbox One, Xbox Series X/S, Windows | Utvecklades tillsammans med Infinity Ward and Raven Software                                                                                                  |
| 2023 | Call of Duty: Modern Warfare III | Playstation 4, Playstation 5, Xbox One, Xbox Series X/S, Windows | Utvecklades tillsammans med Treyarch, Infinity Ward, Beenox, Raven Software, High Moon Studios, Activision Central Tech, Activision Shanghai och Toys for Bob |